# Wele
Wele est une localité du Cameroun située dans l'arrondissement de Meri, le département du Diamaré et la région de l’Extrême-Nord. Elle fait partie du canton de Doulek

## Population
En 1974, la localité comptait 370 habitants, des Moufou.
Lors du dernier recensement de 2005, on y a dénombré 1 126 habitants, soit 551 hommes (48,93 %) pour 575 femmes (51,07 %). 

## Économie
La localité de Wele a une école de niveau 3 depuis 2009 dont l’état est jugé bon avec un système de reboisement, mais sans points d’eau, ni latrines, ni clôture ou logements d’astreinte. Les structures de gestion d’école sont présentes. Il est prévu la réalisation d’un forage MH à Wele.